# Berlin (Kadavar)
Berlin è il terzo album dei Kadavar, pubblicato nel 2015.

## Tracce
1. Lord of the Sky – 4:28
2. Last Living Dinosaur – 4:05
3. Thousand Miles Away From Home – 4:53
4. Filthy Illusion – 3:45
5. Pale Blue Eyes – 3:28
6. Stolen Dreams – 3:57
7. The Old Man – 4:05
8. Spanish Wild Rose – 4:30
9. See the World With Your Own Eyes – 4:07
10. Circles in My Mind – 3:47
11. Into the Night – 4:30

Bonus Track
1. Reich der Träume (Nico cover) – 6:39

## Formazione
- Christoph "Lupus" Lindemann – voce, chitarra
- Christoph "Tiger" Bartelt – batteria, organo, voce
- Simon Bouteloup - basso